# Цвіте черемшина (альбом, 1995)
«Цвіте черемшина» — альбом Раїси Кириченко. Виданий канадським лейблом з видання українських звукозаписів «Yevshan Records» у 1995 році на аудіокасетах та CD (каталожний номер — CDYFP 1118).
Список пісень відрізняється від однойменних альбомів на CD і касеті виданих лейблом NAC у 2000 році.

## Список пісень
Сторона А
1. Село у долині (О. Чухрай, А. Драгомирецький)
2. Будь моєю долею (О. Кушнарьов, Д. Луценко)
3. Грицю, Грицю до роботи (укр. нар. пісня)
4. Я козачка твоя (М. Збарацький, Н. Галковська)
5. Прилетіла зозуленька (укр. нар. пісня)
6. Не та ружа (укр. нар. пісня)
7. А що мені мамо (О. Кушнарьов, Г. Світлична)
8. Ось, бач яка я! (О. Чухрай, сл. народні)
9. Пісня рідної землі (Д. Бабич, О. Дмитрівова)

Сторона В
1. Мамина вишня (А. Пашкевич, Д. Луценко)
2. Ой чого ти почорніло (М. Збарацький, Т. Шевченко)
3. Цвіте, цвіте черемшина (укр. нар. пісня)
4. Ой піду я мамо (В. Якубович, А. Лихошвай)
5. Чураївно (М. Збарацький, С. Реп'як)
6. Ой Боже мій Боже (укр. нар. пісня)
7. Благослови, берегине (О. Семенов, А. Демиденко)